# 莱韦克堡 (阿韦龙省)
莱韦克堡（法語：La Bastide-l'Évêque，法語發音：[la bastid levɛk]）是法国阿韦龙省的一个旧市镇，属于鲁埃格自由城区。2016年，莱韦克堡与临近的2个市镇合并为新市镇下塞加拉。

## 地理
莱韦克堡（44°20'26"N, 2°8'4"E）面积44.16 平方千米，位于法国奧克西塔尼大區阿韦龙省，该省份为法国南部内陆省份，位于法國中央高原南部，北起顺时针与康塔爾省、洛泽尔省、加尔省、埃罗省、塔恩省、塔恩-加龙省和洛特省接壤。
与莱韦克堡接壤的市镇（或旧市镇、城区）包括：布朗多内、拉卡佩尔布莱、孔波利巴、马勒维尔、上莫尔永、里约佩鲁、圣萨尔瓦杜、瓦布尔-蒂扎克、鲁埃格自由城。
莱韦克堡的时区为UTC+01:00、UTC+02:00（夏令时）。

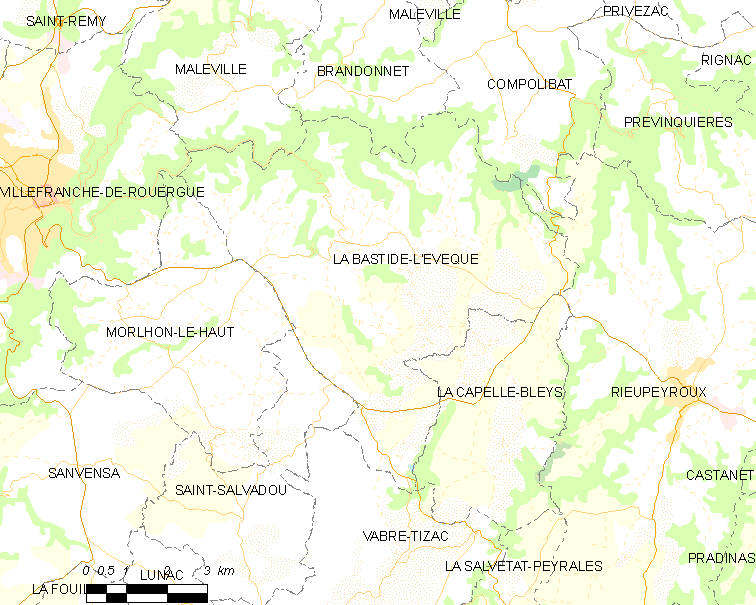
莱韦克堡的OSM定位图

## 行政
莱韦克堡的邮政编码为12200、12240，INSEE市镇编码为12021。

## 政治
莱韦克堡所属的省级选区为阿韦龙-塔恩县。

## 人口

1962-2008年间莱韦克堡人口变化图示

莱韦克堡于2018年1月1日时的人口数量为804人。